# Rodoxantina
La rodoxantina es un colorante alimentario de color amarillo cuyo código es E161f (de la familia de las Xantofilas cuyo código E 161). Este colorante es parcialmente soluble en agua. Se emplea raramente en la industria alimentaria. En los helados se emplea. Se ha encontrado trazas de este colorante en las plumas de algunas aves. De la misma forma se ha encontrado en algunas plantas como la Taxus baccata (tejo).